# Szécsi Noémi
Noémi Szécsi (Szentes, 29 marzo 1976) è una scrittrice ungherese.
Szécsi Noémi è scrittrice e traduttrice. Si è laureata in inglese e finlandese a Budapest e ha studiato antropologia culturale a Helsinki. Nel 2002 ha pubblicato Finnugor vámpír, il suo primo romanzo. Pubblicato nel 2014 da Baldini & Castoldi col titolo La vampira snob, nello stesso anno è stato tra i vincitori del Premio Salerno Libro d'Europa. Nel 2006 esce Kommunista Monte Cristo, pubblicato nel 2017 in italiano dalla casa editrice Mimesis con il titolo Il Montecristo comunista: un'interpretazione artistica della storia di un'idea comunista in Ungheria. Per quest'opera riceve il Premio letterario dell'Unione europea. Nello stesso anno in cui esce in patria il suo terzo romanzo: Utolsó kentaur (2009).